# Poly-Play
Poly-Play ist der einzige Videospielautomat, der in der Deutschen Demokratischen Republik (DDR) produziert wurde. Er wurde von 1986 bis 1989 vom VEB Polytechnik Karl-Marx-Stadt gefertigt und vor allem in Ferienheimen und öffentlichen Einrichtungen aufgestellt. Insgesamt wurden maximal 2000 Geräte gefertigt, die Herstellungskosten betrugen etwa 22.000 Mark pro Gerät.

## Entwicklung und Produktion
Die Entwicklung des Poly-Play wurde durch das Ministerium für Staatssicherheit der DDR initiiert und erfolgte im Volkseigenen Betrieb VEB Polytechnik Karl-Marx-Stadt zusammen mit dem Kombinat Robotron. Erstmals wurde der Poly-Play 1986 auf der Messe der Meister von Morgen in Leipzig vorgestellt.
Das Gerät wurde von 1986 bis 1989 gefertigt. Insgesamt verließen in diesem Zeitraum ungefähr 1000 bis 2000 Automaten das Werk; die jährliche Produktion lag bei durchschnittlich etwa 300 Exemplaren. Das Gehäuse war braun und wurde vom Möbelhersteller VEB Raumkunst Mosel (Zwickau) hergestellt. Auch alle anderen Bauteile wurden in der DDR gefertigt; so kamen die Leiterplatten vom Kombinat Textima und wurden vom VEB Polytechnik handbestückt.
Ein Automat kostete in der Herstellung 22.000 Mark und für die Zulassung, das Aufstellen und Betreiben war der VEB Staatszirkus der DDR zuständig. Das Gerät wurde bevorzugt an FDGB-Ferienheime sowie öffentliche Einrichtungen verkauft und war nicht für Privathaushalte gedacht. Ein Spiel am Automaten kostete 50 Pfennig. Mit 42 Geräten war das Sport- und Erholungszentrum (SEZ) in Berlin wahrscheinlich die größte Spielhalle der DDR.
Mit der Verfügbarkeit modernerer westlicher Spielcomputer nach der Wende und der deutschen Wiedervereinigung verlor der Poly-Play sehr stark an Marktwert und seine Produktion wurde eingestellt. Der ehemalige VEB Polytechnik wurde 1993 privatisiert und ging wenige Jahre später in Konkurs.

## Technik
Der Poly-Play bestand aus einem Gehäuse, in den ein Fernseher, ein Computer, eine Lichteffektanlage, ein NF-Verstärker, ein Münzprüfsystem für den Münzeinwurf und einige weitere Komponenten verbaut waren.

### Computer
Bei dem Rechner handelte es sich um eine Variante des Mikrorechnersystem robotron K 1520 mit einem Zilog-Z80-Nachbau (U880), einem 8-Bit-Prozessor mit einer Taktung von 2,47 MHz, und eigenem Sound-System (mono). Als Speicher wurde ein 35-KB-EPROM eingebaut, der auf 35 Chips verteilt war.
Der Rechner unterstützte eine Farbpalette mit zehn Farben und lief mit einer Bildauflösung von 512 × 256 Pixeln bei einer Bildwiederholrate von 50 Hertz auf dem dafür hinter einer Glasscheibe eingebauten Farbfernseher namens RFT Colormat 4506. Zudem wurden sowohl die Lichteffektanlage wie auch der Sound von dem Computer gesteuert. Hinter dem Marquee befanden sich acht farbige Lampen, die eine Lichtorgel bildeten und über die Hauptplatine gesteuert wurden. Ferner wurde die Anzahl der abgelaufenen Spiele gespeichert.

### Software
Die Software bestand aus einem zentralen Betriebssystem, das beim Einschalten des Gerätes von den fest installierten EPROMs geladen wurde. Über die Prozessorkarte wurde die Liste der verfügbaren Spiele geladen, die sich auf eigenen EPROMs befanden. Das Auswahlmenü wurde entsprechend der verfügbaren Spiele aufgebaut und stand dann zur Auswahl bereit. Wenn ein Spiel ausgewählt wurde, wurde ein Hilfebildschirm mit den Spielregeln und Bedienhinweisen geladen, der zudem zum Münzeinwurf aufforderte. Wurde das Spiel nicht innerhalb von 30 Sekunden gestartet, schloss sich der Hilfebildschirm wieder und das Auswahlmenü wurde wieder angezeigt. Wurde dagegen eine Münze eingeworfen, startete das ausgewählte Spiel.
Alle Spiele hatten eine Zeitbegrenzung und konnten nicht abgebrochen werden. Nach dem Ablauf der Zeit kehrte das Spiel in den Hauptbildschirm zurück. Die Spiele waren jeweils mit festen Adressen verlinkt und konnten nicht beliebig kombiniert werden. Sie waren in Maschinensprache programmiert und zuerst nur in deutscher und später auch in weiteren Sprachen verfügbar.

## Ausgaben und Spiele
Insgesamt wurde der Poly-Play in vier Versionen gebaut, wobei die Umstellung der Versionen immer schrittweise vollzogen wurde und entsprechend auch Versionen verfügbar waren, die Komponenten beider Ausgaben enthielten. Die Entwicklungsversion des Poly-Play ESC 1 hatte noch acht massive rote, eher schwergängige Knöpfe auf dem Pult zum Starten der Spiele, die bereits in den ersten Serienmodellen durch ein Menü ersetzt wurden. Die Version 2 hingegen war das eigentliche Serienmodell und hatte ein Auswahlmenü für die Spiele. Eine dritte Version, der Poly-Play ESC 2, hatte einige Anpassungen und wurde zuletzt 1989 vom ESC 2.1 ersetzt, der nur für sehr kurze Zeit auf dem Markt war. Eine fünfte Bauform, der ESC 3, befand sich in der Entwicklung, wurde jedoch nicht mehr realisiert.

### „Elektronischer Spielecomputer 1“

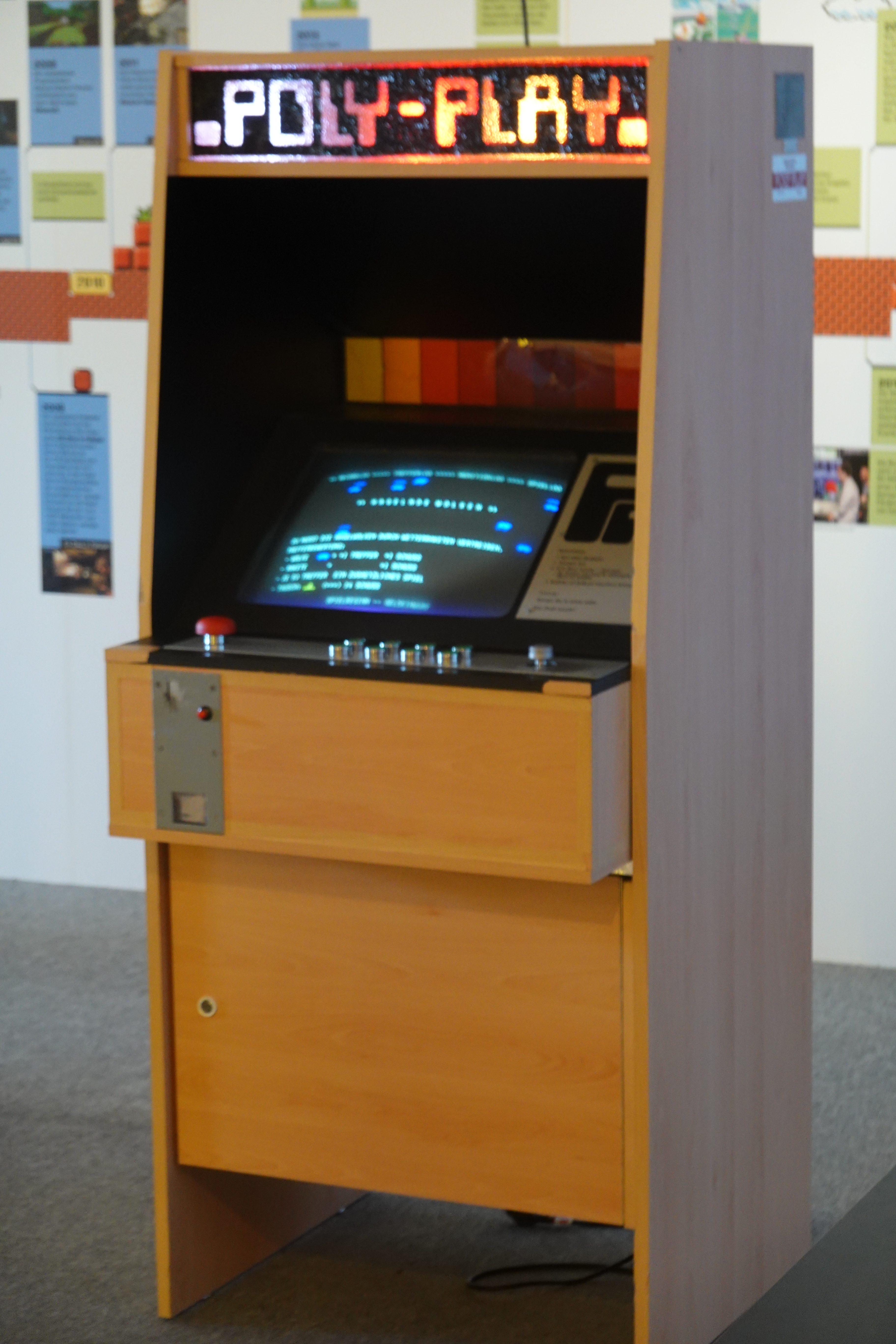
ESC1 der Technischen Sammlungen Dresden, durch Besucher benutzbar

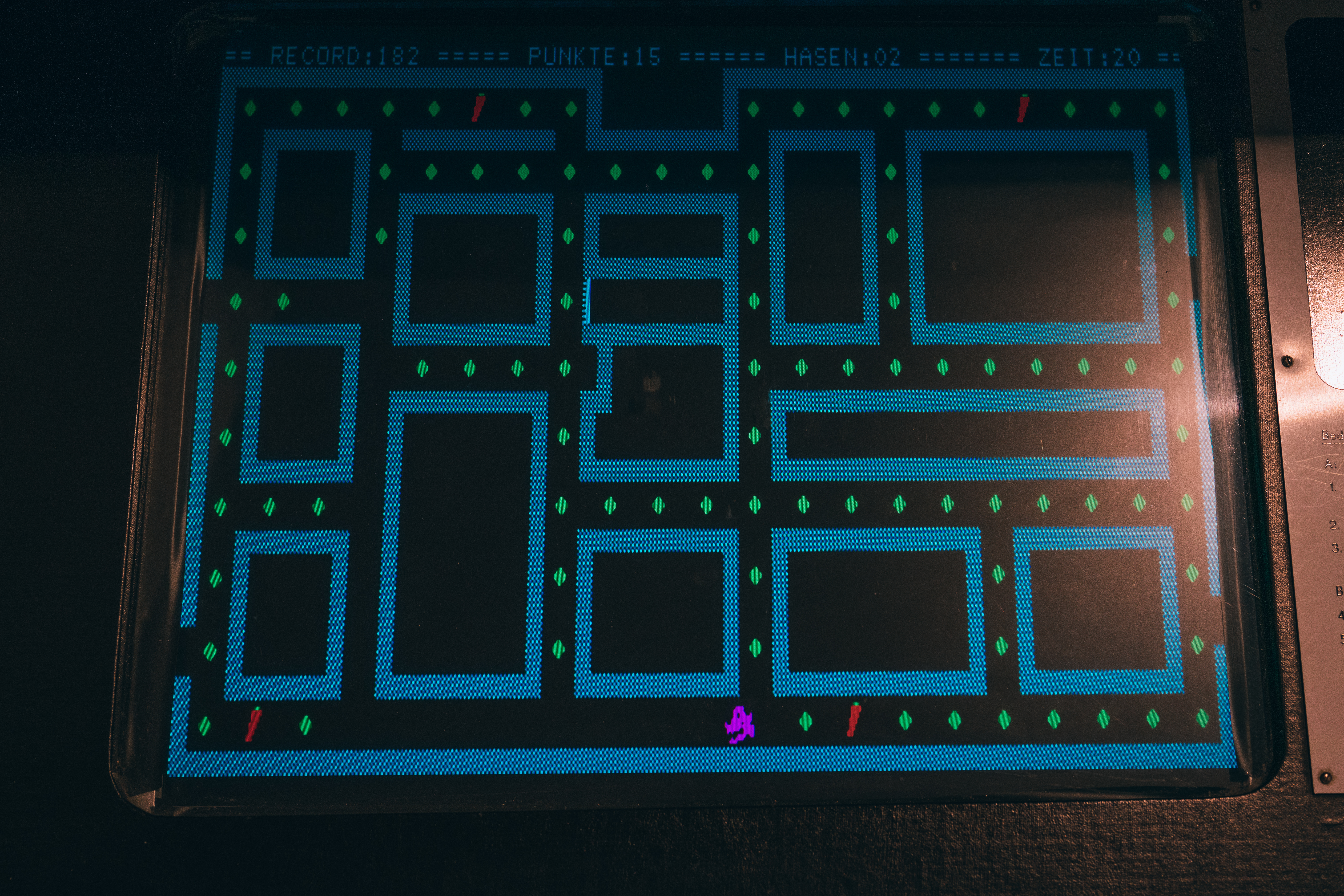
Hase und Wolf

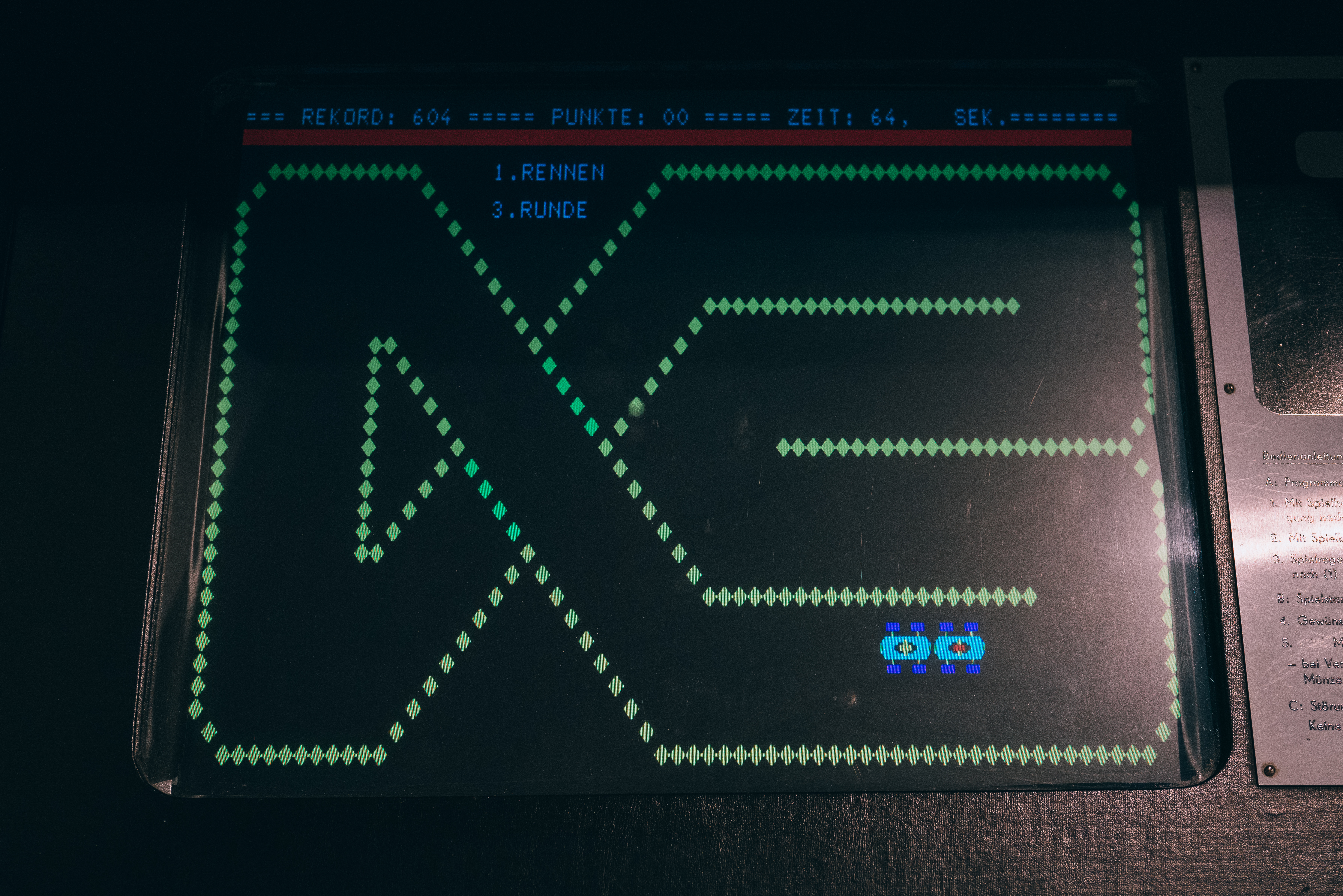
Autorennen

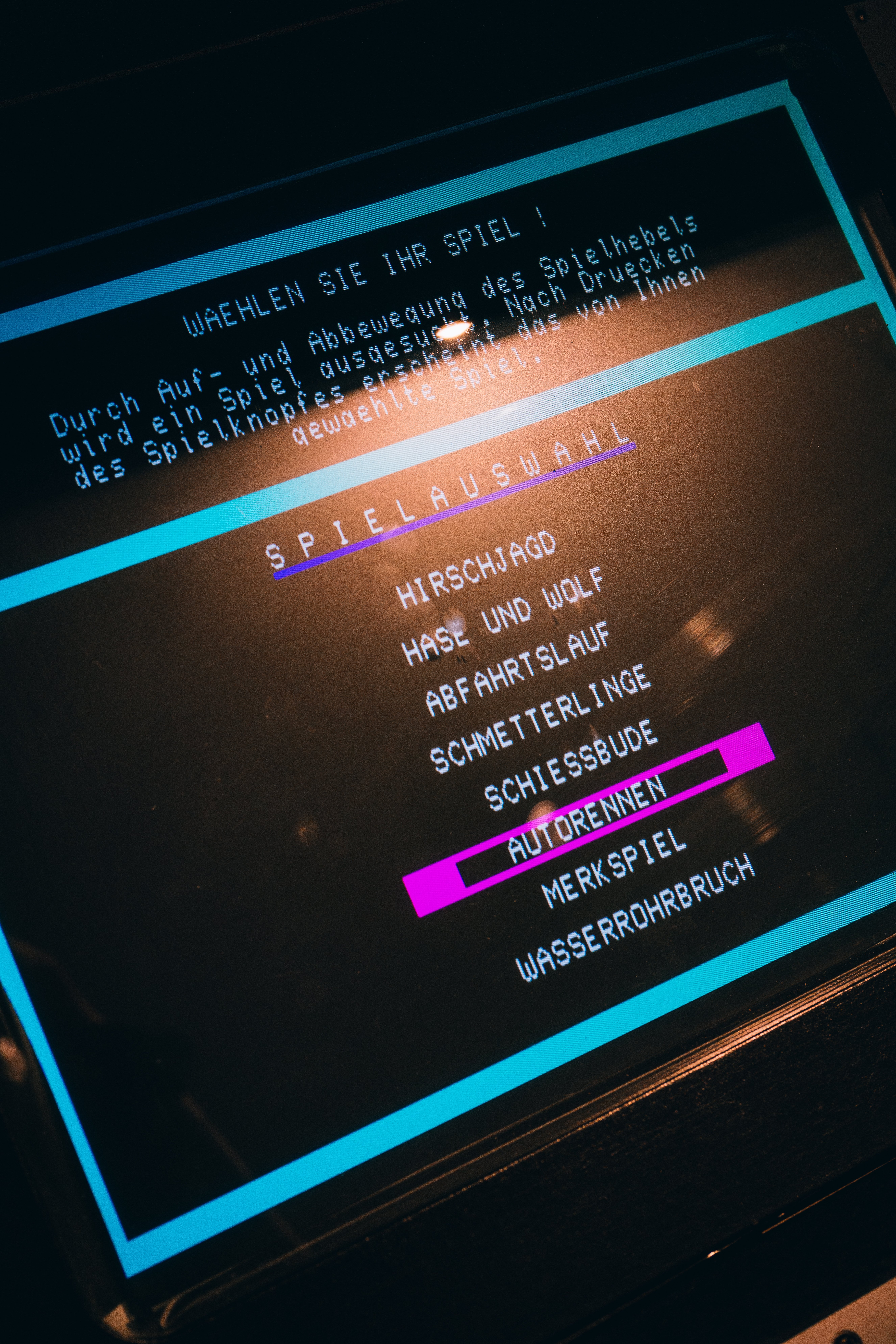
Auswahlmenü

Die älteste Bauform, offiziell als ESC1 („Elektronischer Spielecomputer 1“) bezeichnet, besaß acht rote Starttasten auf dem Bedienbrett, mit denen ausgewählt wurde, welches Spiel gestartet werden sollte. Zusätzlich gab es, wie bei den Nachfolgemodellen, den Spielhebel und den Feuerknopf. Ab etwa der Seriennummer 200 erschien die zweite Bauform, ebenfalls ESC1 genannt, bei der die acht Programmstarttasten entfielen und die Spiele-Auswahl über ein Menü mit dem Spielhebel erfolgte.
Insgesamt standen beim ESC1 standardmäßig acht Spiele zur Verfügung:
- Hirschjagd (ähnlich Robotron: 2084)
- Hase und Wolf (ähnlich Pac-Man[2][4], basiert auf russischer TV-Trickserie „Nu, Pogodi!“)
- Abfahrtslauf
- Schmetterlinge
- Schießbude (Dieses Spiel ist ein Klon des Arcadespiels „Carnival“ (1980 Gremlin/Sega), dessen Niveau jedoch nicht erreicht wurde. In Carnival waren die fliegenden Enten schon 1980 aufwendiger animiert, zudem gab es diverse Bonuszwischenlevels, ein drehendes Mühlenrad als Extraziel, einfache Musik FX sowie eine Highscore, in der man sich eintragen konnte.)
- Autorennen (ähnl. Gran Trak 10, der ersten Rennsimulation)
- Merkspiel (auch Opto-akust. Merkspiel)
- Wasserrohrbruch (Tropfen fallen von oben)

Es waren noch vier weitere Spiele geplant. Im Maschinencode fanden sich Hinweise auf Spiele mit den Titeln „Der Gärtner“, „Im Gewächshaus“, „Hagelnde Wolken“ und „Der Taucher“. Zumindest zwei dieser Spiele wurden auch noch auf einigen Automaten installiert.
Der Lizenzstatus der Spiele (ROMs) ist nach der Schließung des Nachfolgeunternehmens Polytechnik Frankenberg GmbH im Jahre 2006 unklar. Die Spiele waren nie offiziell freie Software, wurden jedoch von Websites wie MAME bereits vor der Schließung als solche bezeichnet. Offenbar handelt es sich um Abandonware.
Am häufigsten wurde von vielen Spielern Hase und Wolf gespielt, gefolgt von Schießbude. Gerade dadurch, dass Hase und Wolf in späteren Levels scheinbar nicht durch die CPU geschwindigkeitslimitiert war, konnten gute Spieler ihr Können zeigen und mit einem geradezu fliegenden Hasen in wenigen Sekunden ein Level leer räumen, was viel Staunen auslöste.
Die Kuriosität von Schießbude hingegen bestand darin, dass irgendwann nur noch Enten im Spielfeld erschienen. Da eine Ente, in der unteren Reihe angekommen, zu fliegen begann und die Munition direkt aus dem Magazin fraß, war dies auch das natürliche Ende des Spiels.
Zu Zeiten des Poly-Play waren Spielern auch die westlichen Pendants bekannt, etwa die importierten Automaten von den Spielhallen auf dem Kulturpark in Berlin-Treptow, der ganzjährig geöffnet hatte. Der Poly-Play hatte darüber hinaus aber auch nie einen schlechten Ruf.

### Poly-Play ESC 2
Der Poly-Play 2 wurde etwa ab der Seriennummer 1300 und in der Version ESC 2.1 ab 1989 in nur sehr geringen Stückzahlen gefertigt. Einige Geräte dieser Bauart standen im Sport- und Erholungszentrum in Berlin-Friedrichshain, wobei die neuen Spiele teils ohne Sound kamen und kaum als final bezeichnet werden können.
Die Spiele waren:
- Hase und Wolf
- Schießbude
- Abfahrtslauf
- Autorennen
- UFO Ein Space-Invaders-Klon, allerdings ohne Formationen; jedes Level besteht aus den ewig gleichen sieben Gegnern.
- Der Taucher (Weichen Sie den feindlichen Fischen aus und unternehmen Sie einen Rekordversuch im Tieftauchen) In diesem Spiel muss zum Tauchen einfach nur der Hebel nach unten gedrückt werden. Wird man dabei von den Fischen berührt, verliert der Taucher ein Leben oder der Fisch oder es passiert nichts, nach einem völlig undurchschaubaren Schema.
- Der Gärtner besteht aus der ewig gleichen Routine des Wasserholens an einer Pumpe, rechts im Bild, und dem Eimer-Auskippen auf den Blumen, links im Bild, und dem Vertreiben von Spinnen, die von oben kommen, wo im Bild auch die Sonne steht. (Joystickhebel einfach nach oben drücken)
- Im Irrgarten (Finde den Ausgang des 3D-Labyrinth) Dies ist allerdings ziemlich leicht, indem man sich einfach immer an der Wand hält.
- AFU (Fliegen mit ihrem AFU zum Saturn) Das Horizontal-Spiel besteht aus einem einzigen Endloslevel mit nur einem Gegnertyp und nur einem Speaker-Beep für Abschüsse.
- Der Lindwurm Ein Snake-Klon ohne Sound.

Die Qualität der neuen Spiele konnte in keiner Weise mit ihren westlichen Pendants oder dem Poly-Play 1 mithalten. Nach den Hinweisen im Maschinencode des Poly-Play 1 kann vermutet werden, dass es sich bereits um alte Spieleentwicklungen handelte, die es auch schon nicht in den Poly-Play 1 geschafft haben.
Bei der tschechischen Version des Poly-Play 2 wurden die neuen Spiele daher wieder entfernt. Dieser hat nur das Reiter-Menü des Poly-Play 2 beibehalten, obwohl dies ersichtlich unkomfortabler ist, da man nur die aktuelle Auswahl sieht und die Spiele des Poly-Play 1. Die internen Spielanleitungen wurden dafür jedoch auch komplett ins Tschechische übersetzt.

### Poly-Play ESC 3
Nach der Veröffentlichung des ESC 2.1. befand sich eine weitere Bauart unter der Bezeichnung ESC 3 in der Entwicklung, die jedoch nicht mehr realisiert wurde. Die Software wurde bei dieser Bauart nicht mehr auf EPROMs gespeichert, sondern beim Einschalten von einem Datenträger, wahrscheinlich einer Magnetkassette, in den Arbeitsspeicher des Spielautomaten geladen. Bereits die Prozessorkarte der Bauform 4 war dafür vorbereitet. Aufgrund der Änderung hätte man die Spieleauswahl stark erweitern und variieren können.

## Manipulation der Automaten

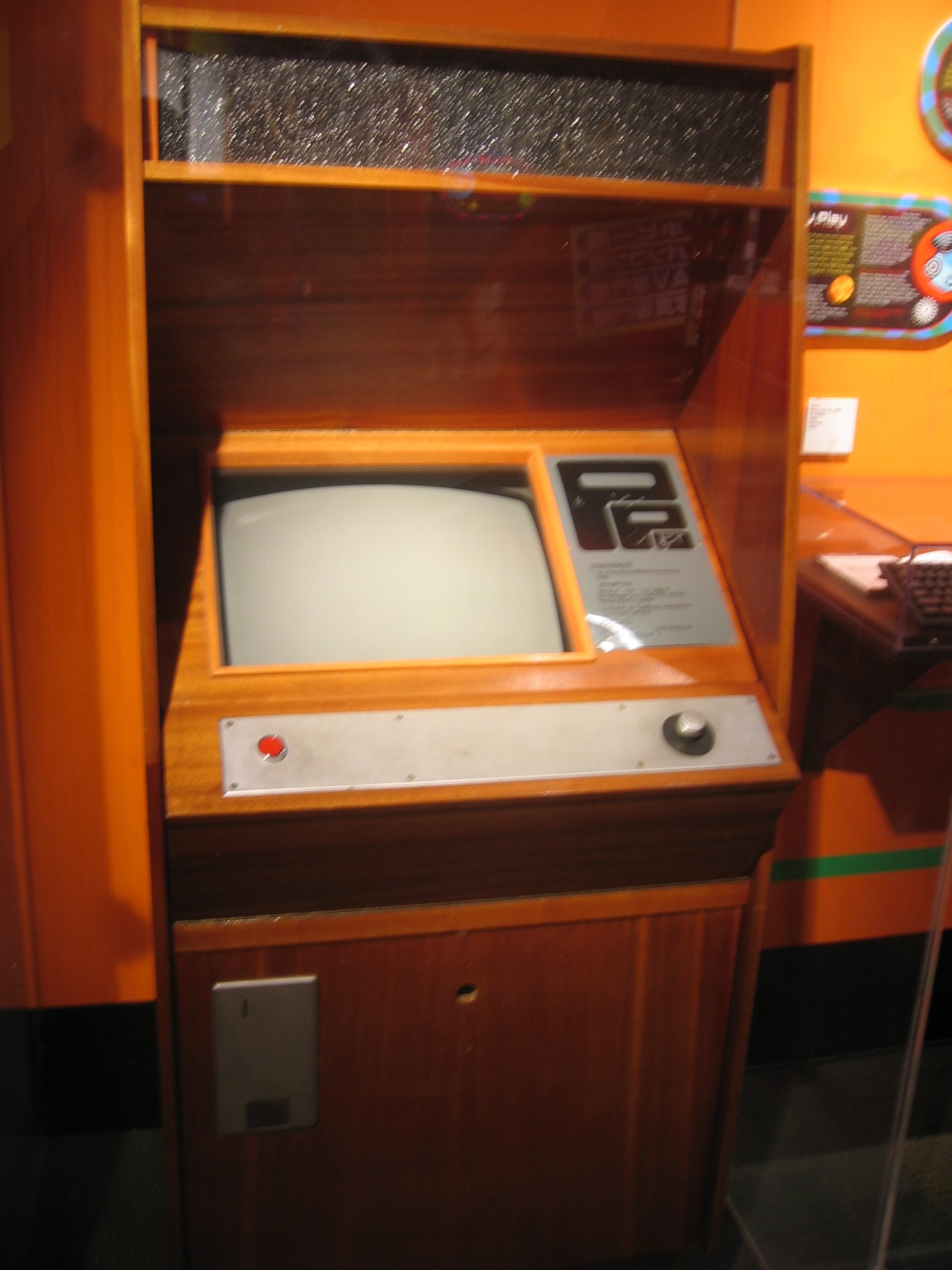
Alternatives Gehäuse

Der auf 50 Pfennig ausgelegte Münzeinwurf des Automaten war gegen die Manipulation mit kräftig eingeworfenen Ein-Pfennig-Stücken unzureichend gesichert. Die Münze wurde hierbei zunächst mit viel Kraft an die obere Kante des Münzschlitzes gedrückt und dann hinein geschnippst, sowohl die Münzdurchmesserprüfung als auch die anschließende Münzdickenprüfung versagten häufig bei diesem Trick. Da der Automat jedoch nicht zum Geldverdienen, sondern zur Unterhaltung in FDGB-Ferienheimen, Jugendherbergen und Clubs dienen sollte, wurde dies häufig toleriert. In manchen Clubs lief der Automat auch mit deaktiviertem Münzeinwurf, allerdings war der Andrang dann sehr hoch.
Den Münzeinwurf konnte man mit etwas Geschick selbst deaktivieren, indem man das Schloss des Automaten mit einer Nagelfeile, oder als Berechtigter mit dem dazu passenden Schlüssel, öffnete und den Schalter (ein normaler eingebauter Lichtschalter) einfach nach unten drückte. Danach konnte man, ohne zu bezahlen, so lange spielen, wie man wollte (normaler Freispielmodus).

## Verbleib der Geräte
Der Verbleib vieler Geräte ist ungeklärt, zwei Geräte sind bei dem Verein RetroGames e. V., eines ist im Computerspielemuseum Berlin, jeweils ein weiteres Exemplar stehen im Flipper- und Arcademuseum Seligenstadt und im Digital Retro Park Museum für digitale Kultur in Offenbach. Ein rekonstruiertes Modell befindet sich im Rechenwerk Halle, ein weiteres im „LOKOMOV“ in Chemnitz. Auch bei dem Verein Retro Nerds Münsterland e. V. im westmünsterländischen Ahaus ist ein Gerät vorhanden.
Ein restaurierter ESC1 steht in den Technischen Sammlungen Dresden zur öffentlichen Verwendung bereit.
Außerdem war eine Maschine im Rahmen der Computerspielausstellung Game On des Londoner Science Museum vom 21. Oktober 2006 bis 25. Februar 2007 zu sehen.

## Emulierung der Spiele
Seit 2000 wird der Poly-Play (Version 2 mit acht Spielen und dem Auswahlmenü) durch MAME emuliert. Der Poly-Play 2 (Version 3) mit zehn Spielen ist erst seit Januar 2017 für den MAME 0182 verfügbar. Das extrahierte Rom stammt aus einem tschechischen Gerät, dem ZRE-PP. Manche Spiele des Poly-Play laufen auch auf dem DDR-Homecomputer KC85-4.

## Kulturelle Rezeption
Der Roman Polyplay von Marcus Hammerschmitt aus dem Jahr 2002 hat den Spieleautomaten zum Thema.